# Funmi Iyanda
Olufunmilola Aduke Iyanda (sinh ngày 27 tháng 7 năm 1971), còn biết đến với tên gọi Funmi Iyanda, là một người dẫn chương trình nói chuyện trên sóng, phát thanh viên, nhà báo và blogger người Nigeria.  Cô đã sản xuất và tổ chức một chương trình trò chuyện nổi tiếng New Dawn with Funmi,  được phát sóng trên mạng lưới quốc gia trong hơn tám năm. Funmi là Giám đốc điều hành của Ignite Media, một tổ chức truyền thông hướng nội dung hoạt động ra bên ngoài Đại lục Lagos. Năm 2011, cô được Diễn đàn kinh tế thế giới (YGL) vinh danh là Nhà lãnh đạo toàn cầu trẻ (YGL) và gần đây được vinh danh là một trong 20 phụ nữ quyền lực trẻ nhất của Tạp chí Forbes ở châu Phi.

## Niên thiếu
Iyanda sinh ra ở Lagos trong gia đình có cha mẹ là Gabriel và Yetunde Iyanda. Cha cô là người gốc Ogbomoso và mẹ từ Ijebu-Ode, cô lớn lên ở khu vực Đại lục Lagos, tuy nhiên, mẹ cô qua đời khi cô vừa 7 tuổi. Cô theo học tại Trường tiểu học Công chúa Châu Phi, Akoka, Trường Herbert Macaulay ở Lagos, Nigeria, để học tiểu học và sau đó đến Trường Quốc tế Ibadan để học trung học. Cô cũng đã tham dự Đại học Ibadan, nơi cô tốt nghiệp với bằng Cử nhân Khoa học về Địa lý.

## Chào buổi sáng Nigeriavà Báo chí thể thao
Bước đột phá vào truyền hình của Funmi bắt đầu khi cô sản xuất và giới thiệu chương trình đầu tiên, mang tên Good Morning Nigeria, một chương trình truyền hình trên tạp chí chào buổi sáng. Chương trình đã trở thành một hit, với phân đoạn "Anh hùng", thể hiện thành tích của những thành viên xứng đáng trong xã hội và "Cuộc sống đường phố", không giống như nhiều chương trình lúc đó đã đi ra đường để tìm kiếm sự quan tâm của con người Nigeria bởi những câu chuyện của họ.
Chương trình tập trung vào những bất công mà người Nigeria phải chịu, đặc biệt là các đối tượng dễ bị tổn thương như phụ nữ và trẻ em. Chương trình được cung cấp trên truyền hình quốc gia nước này.
Chương trình đầu tiên cô sản xuất được gọi là MITV Live được sản xuất bởi Segun Odegbami và Tunde Kelani. Cô cũng khám phá niềm đam mê sâu sắc của mình đối với lĩnh vực thể thao, bước vào thế giới báo chí của lĩnh vực thể thao. Cô đã làm việc trên một bộ phim tài liệu cho Cúp bóng đá châu Phi năm 2006 và cô đã tham dự World Cup bóng đá nữ năm 1999, Thế vận hội toàn châu Phi ở Zimbabwe, cũng như Thế vận hội Olympic 2000 và 2004 ở Sydney và Athens.

## Bình minh mới với Funmi
Mang theo kinh nghiệm có được trong kỷ nguyên Good Morning Nigeria, Funmi đã tìm kiếm một nền tảng lớn hơn để tiếp cận mọi người và năm 2000, cô bắt đầu sản xuất và tổ chức các chương trình mang tên New Dawn.
Bình minh mới với Funmi bắt đầu vào năm 2000 và chiếm sóng chương trình hàng ngày trên NTA 10 Lagos. Thành công của chương trình này khiến nó trở thành chương trình được sản xuất độc lập lâu nhất trên NTA. Chương trình đã sử dụng ảnh hưởng của nó như một phương tiện để thay đổi và chuyển đổi xã hội bằng cách ủng hộ sự nghiệp của các đối tượng dễ bị tổn thương trong xã hội đất nước châu Phi này, đặc biệt là phụ nữ, thanh niên và trẻ em. New Dawn đã khai sinh dự án can thiệp xã hội mang tên "Change-A-Life". Trong những năm qua, Change-A-Life đã ảnh hưởng đến cuộc sống của nhiều trẻ em và người dân thông qua chương trình can thiệp học bổng, chăm sóc sức khỏe, tư vấn và tài chính vi mô. Chương trình học bổng hỗ trợ được cho gần 100 trẻ em ở quốc gia châu Phi này.
Funmi cũng đã viết các chương trình được theo dõi thường xuyên trên Tạp chí Tempo. Thỉnh thoảng cô vẫn tham gia như là chuyên mục ăn khách cho Tạp chí Farafina. Cô cũng đã viết cho PM News, The Punch, Daily Trust và Vanguard báo.

## Nói chuyện với Funmi
Năm 2010, sau hai năm nghỉ ngơi, cô trở lại màn bạc với Talk with Funmi (TWF), một chương trình truyền hình đột phá, của đạo diễn Chris Dada. Nói chuyện với Funmi hành trình Nigeria, từ tiểu bang này sang tiểu bang khác, thu hút mọi người và các cuộc trò chuyện trên khắp đất nước. Đó là một hành trình kích thích tư duy, chiếu sáng và giải trí vào cuộc sống của người Nigeria từ khắp nơi trên đất nước. Chương trình nói chuyện với mọi người ở khắp mọi nơi - từ những công dân bình thường đi về doanh nghiệp của họ cho đến những người nổi tiếng trong môi trường tự nhiên nhưng khác thường. TWF được cung cấp trên các kênh trên khắp Nigeria.

## "Quốc gia của tôi: Nigeria"
Năm 2010, Funmi Iyanda hoàn thành sản xuất trên My Country: Nigeria, một bộ phim tài liệu gồm ba phần kỷ niệm 50 năm độc lập của đất nước, được phát sóng trên BBC World Service. Câu chuyện về Lagos, một trong những tập phim tài liệu, sau đó đã được đề cử trong hạng mục cho Phim tài liệu hay nhất của Tin tức tại Liên hoan Truyền hình Monte Carlo 2011 ở Monaco, quốc gia cùng châu lục.

## Chopcassava.com
Vào năm 2012, Funmi Iyanda và đối tác sáng tạo của cô, Chris Dada đã phát hành Chopcassava.com, một sê-ri web sáng tạo ghi lại các cuộc biểu tình trợ cấp về năng lượng vào tháng 01 năm 2012 diễn ra tại Lagos, Nigeria. Một sê-ri web vì không thể được phát sóng trên truyền hình Nigeria, sê-ri trình bày một cái nhìn nội bộ về các cuộc biểu tình ở Lagos, trong đó mọi người thuộc mọi tầng lớp đã xuống đường yêu cầu đảo ngược mức tăng xăng dầu 117%. Các cuộc biểu tình nhanh chóng phát triển để bao gồm các vấn đề vượt ra ngoài giá xăng dầu, với những người biểu tình tập trung vào sự hoang phí của chính phủ, cũng như tham nhũng đặc hữu ở nước này và phản biện chính sách. Các video chopcassava cực kỳ phổ biến đã trở nên lan truyền, với một trong những video thu thập được hơn 100.000 lượt truy cập trong năm ngày liên tiếp.
Chopcassava.com đã được đề cử trong hạng mục webseries phi hư cấu tại Liên hoan Truyền thông Thế giới BANFF 2012, tại Alberta, Canada.

## Đời sống cá nhân
Là một nhà sáng tạo trong lĩnh vực của mình, Funmi đã giành được sự công nhận rộng rãi cho các cống hiến của mình trên các phương tiện truyền thông và cho các can thiệp nhân đạo và từ thiện của cô trong toàn bộ sự nghiệp của mình. Cô là thành viên của Viện Lãnh đạo Châu Phi, Tutu Fellow và là người tham gia Diễn đàn Truyền thông và Xã hội của Viện ASPEN. 
 Vào năm 2012, cô được Thống đốc bang Lagos, Babatunde Raji Fashola vinh danh, vì cam kết bảo vệ giới khi cô trở về sau chuyến đi kéo dài 5 ngày của Liên Hợp Quốc lên núi Kilimanjaro. Cuộc leo núi được LHQ tổ chức nhằm nâng cao nhận thức toàn cầu về chiến dịch chấm dứt bạo lực đối với phụ nữ và trẻ em gái và tập hợp những người leo núi từ hơn 32 quốc gia châu Phi trong hành trình vận động lịch sử lên núi Kilimanjaro. Funmi Iyanda tham gia ban nhạc rock Nam Phi Parlotones, nữ diễn viên Nam Phi Rosie Motene, luật sư nhân quyền Ann Njogu, ca sĩ Congo Barbara Kanam, và nhiều phụ nữ và đàn ông châu Phi đóng vai trò tích cực ở đất nước của họ trên hành trình đầy thử thách của Kilimanjaro. Những người leo núi đã đến hội nghị thượng đỉnh cao nhất châu Phi vào ngày quốc tế phụ nữ, 8 tháng 3 năm 2012 và trưng bày quốc kỳ châu Phi của họ ở đó.
Funmi phục vụ trong Hội đồng quản trị của Farafina Trust và Mạng lưới thanh niên tác động tích cực của họ. Cô ấy đã đi đầu trong loạt các cuộc biểu tình chiếm đóng Nigeria vào tháng 1 năm 2012. Các cuộc biểu tình với mục đích chống lại việc thực hiện chính sách loại bỏ trợ cấp năng lượng, nhất là xăng dầu của Chính phủ nước này.